# Complex adaptief systeem
Een complex adaptief systeem (Engels: complex adaptive system) of kortweg CAS is in de systeemtheorie een complex systeem waarvan de onderling verbonden componenten de mogelijkheid hebben zich aan te passen en te "leren" van eerdere ervaringen.
De term complex adaptive system is bedacht aan het Santa Fe Instituut door John Henry Holland, Murray Gell-Mann en nog enkele anderen. De wetenschappelijke studie van CAS richt zich in de eerste plaats op hun complexe, emergente en macroscopische eigenschappen. Los van de systeemtheorie is er geen enkel deelgebied van de wetenschap dat gebruikmaakt van de term.

## Mogelijke definities
Een CAS kan in het algemeen worden omschreven als "een zelfgelijkende verzameling adaptieve agentia die interactie vertonen". Een andere algemene definitie is "een macroscopische verzameling van enkelvoudige en over het algemeen niet-lineaire interagerende eenheden die kunnen evolueren en zich kunnen aanpassen aan de veranderende omgeving".
John Henry Holland heeft een CAS gedefinieerd als een "dynamisch netwerk van agenten (enkele voorbeelden zijn cellen en hun structuur, individuele personen, firma's en naties) die parallel werken en voortdurend op elkaar reageren. De controle van het systeem wordt gekenmerkt door verspreiding (in politieke contexten vaak decentralisatie genoemd). Coherent gedrag van het systeem moet voortkomen uit de samenwerking en concurrentie van de tussen de agenten onderling. Het gedrag van het systeem als geheel is het eindresultaat van de vele beslissingen die op elk moment door de agentia worden genomen."
Door Kevin Dooley is een CAS gedefinieerd als "iets dat werkt volgens drie sleutelprincipes: emergentie in tegenstelling tot determinisme, het irreversibele karakter van de geschiedenis van het systeem en de onvoorspelbaarheid van zijn toekomst". De agentia zijn de fundamentele bouwstenen en deze verkennen de omgeving en ontwikkelen regelschema's. Deze schema's zijn onderhevig aan verandering en evolutie."

## Beschrijving

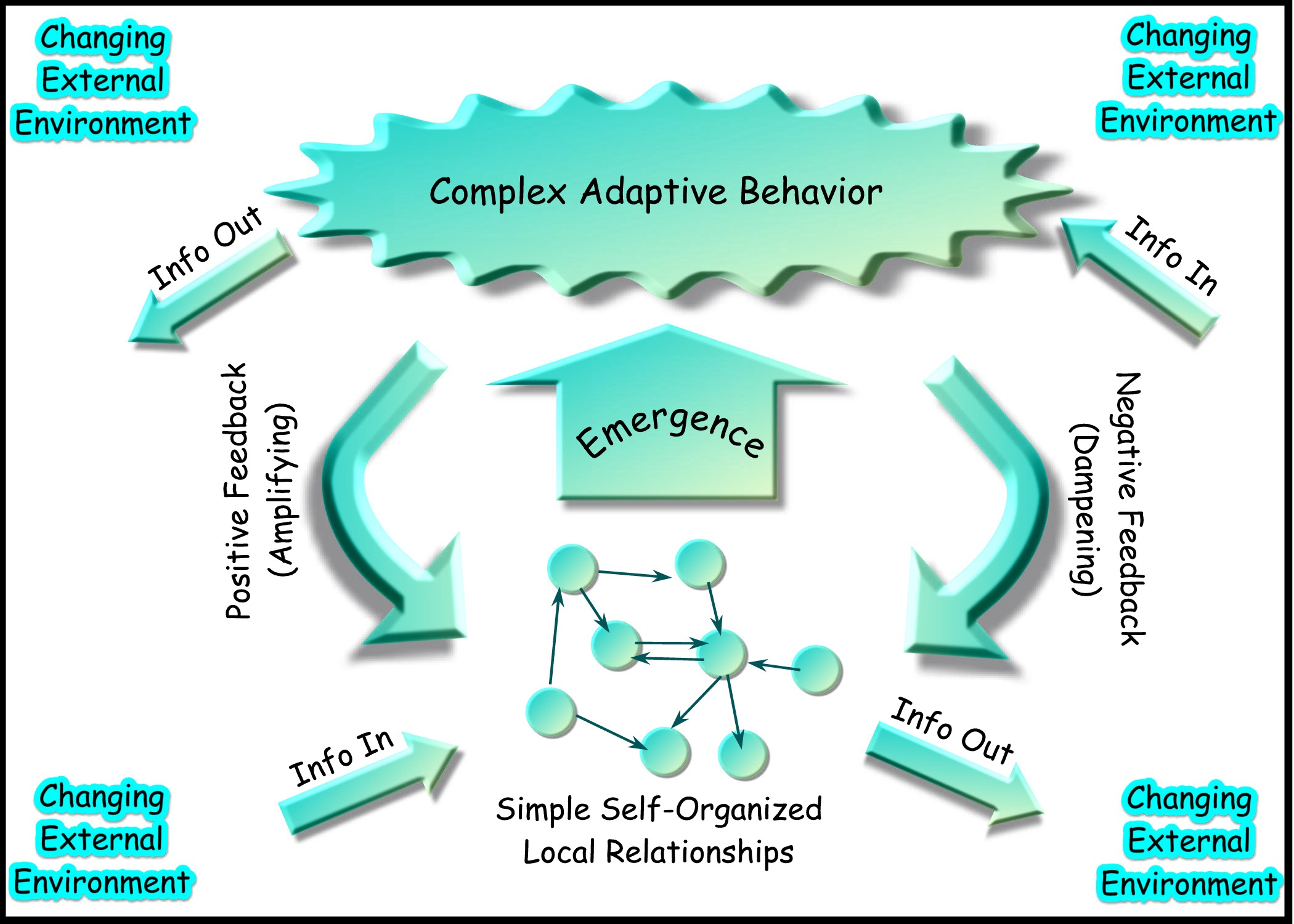
Complex Adaptief Systeem

In vergelijking met de biologie staan bij de studie van complexe adaptieve systemen dezelfde ideeën met betrekking tot evolutie en adaptatie centraal. Een complex adaptief systeem kan verder zowel levende als levenloze zaken betreffen. Ook de studie van kunstmatig leven vertoont veel overeenkomsten met die van complexe adaptieve systemen; in beide gevallen staan zaken als zelforganisatie en emergentie centraal. De samenwerking tussen de agentia onderling kan worden geanalyseerd met behulp van de speltheorie.
Meer in het algemeen valt de studie van complexe adaptieve systemen binnen het kader van de complexiteitswetenschap en van de netwerkwetenschap die nieuwe analysemethoden ontwikkelt.

## Kenmerken
Een complex adaptief systeem onderscheidt zich van een multi-agent systeem doordat het niet alleen maar uit samenwerkende componenten/agenten bestaat, maar tevens kenmerken als zelfgelijkenis, complexiteit, emergentie en zelforganisatie bezit, evenals een hoge mate van adaptiviteit, en niet gauw gehinderd wordt door storingen van buitenaf van om het even welke aard. Andere belangrijke kenmerken van complexe adaptieve systemen zijn homeostase, communicatie, samenwerking, specialisatie, organisatie en reproductie.

## Voorbeelden
Voorbeelden van complexe adaptieve systemen zijn:
- aandelenmarkten;
- alle organismen;
- biosferen;
- ecosystemen;
- productieprocessen;
- het brein;
- immuunsystemen;
- embryo's
- alle vormen van menselijk groepsgedrag binnen het kader van een sociale structuur, zoals politieke partijen en - meer in het algemeen - samenlevingen.

In de loop van de evolutie van bepaalde complexe adaptieve systemen op Aarde zijn enkele zeer complexe organismen zoals de mens ontstaan. Het lijkt er echter dat de schijnbaar toegenomen hoeveelheid complexiteit een indirect gevolg van het toegenomen aantal organismen is. Er is daarmee sprake van een soort scheefheid als gevolg van een bevooroordeelde steekproef, aangezien de zeer eenvoudige microorganismen die ongeveer de helft van de totale biomassa op aarde vertegenwoordigen bij het bepalen van de complexiteit van het leven op aarde over het algemeen worden genegeerd. Met andere woorden, de variantie van deze vorm van complexiteit is wel toegenomen, terwijl een andere belangrijkere factor, de modus, hetzelfde is gebleven.